# Lithocarpus wrayi
Lithocarpus wrayi (King) A.Camus – gatunek roślin z rodziny bukowatych (Fagaceae Dumort.). Występuje naturalnie w Malezji (w stanach Kedah, Kelantan, Terengganu, Perak, Pahang i Negeri Sembilan) oraz Indonezji (na Sumatrze). 

## Morfologia
PokrójZimozielone drzewo dorastające do 27 m wysokości. Pień wyposażony jest w korzenie podporowe. Kora jest szorstka i ma brązową barwę.
LiścieBlaszka liściowa jest nieco skórzasta, owłosiona od spodu i ma podługowato eliptyczny kształt. Mierzy 11,4–22,9 cm długości oraz 3,5–6,3 cm szerokości, jest całobrzega, ma rozwartą lub ostrokątną nasadę i wierzchołek od ostrego do spiczastego. Ogonek liściowy jest owłosiony i ma 2–5 mm długości. Przylistki są owłosione i osiągają 2–5 mm długości.
OwoceOrzechy o półkulistym kształcie, dorastają do 25 mm średnicy. Osadzone są pojedynczo w miseczkach w kształcie kubka, które mierzą 25 mm średnicy.

## Biologia i ekologia
Rośnie w lasach pierwotnych. Występuje na wysokości do 1200 m n.p.m.